# Cerceris clypeata
Cerceris clypeata är en stekelart som beskrevs av Anders Gustav Dahlbom 1844. Cerceris clypeata ingår i släktet Cerceris och familjen Crabronidae. Arten förekommer i Nordamerika. Den är en ganska liten rovstekel med gulsvart teckning. Honorna gräver bon i marken i vilka larverna föds upp. Honan fångar skalbaggar, ofta vivlar, som föda åt larverna. Arten har inget svenskt trivialnamn, men kallas tillsammans med flera andra stekelarter ur släktet Cercis på engelska för weevil wasps.

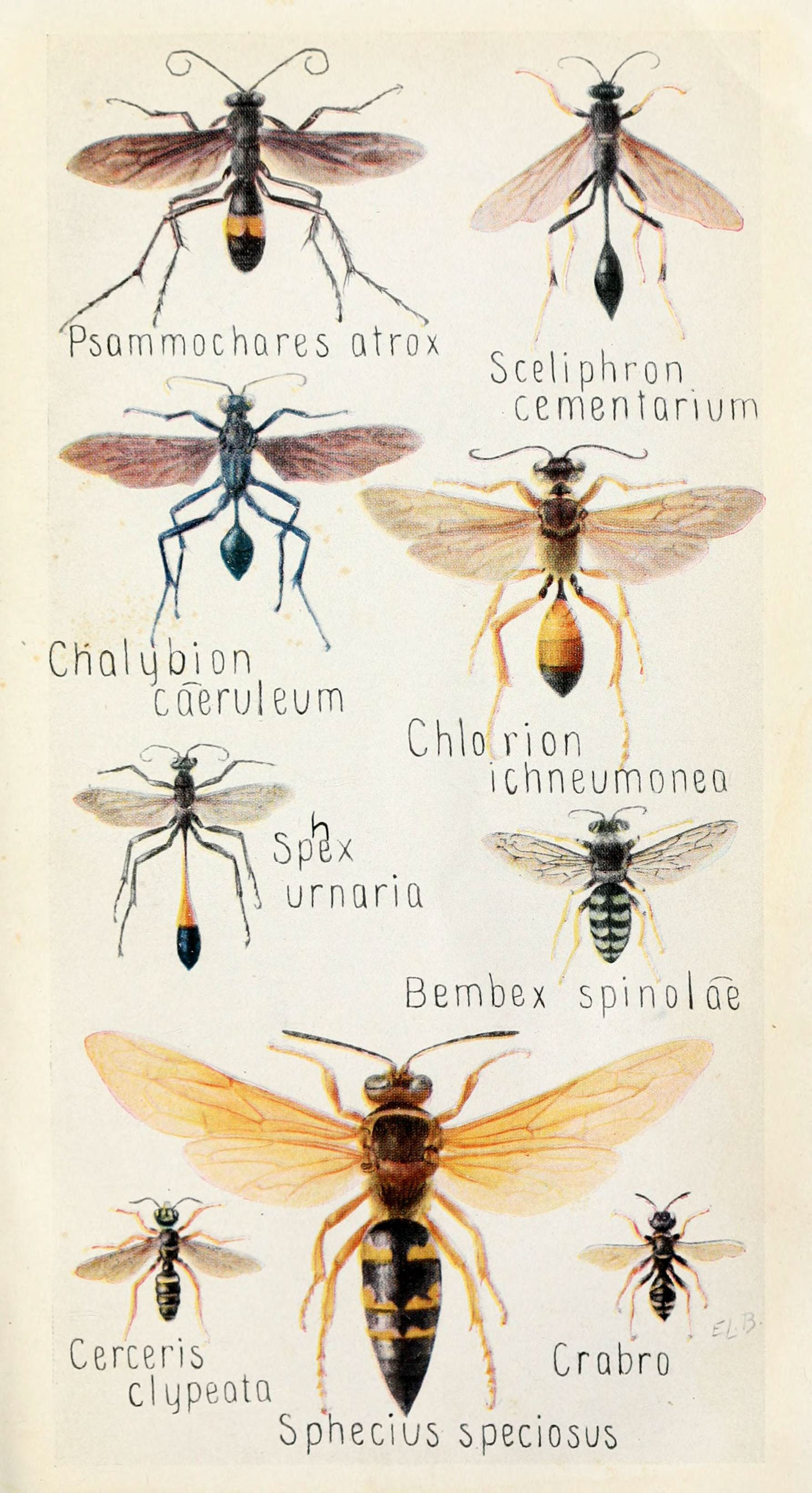
Cerceris clypeata längst ned till vänster i en fältbok om insekter från 1918.